# Palácio de Hohenzieritz

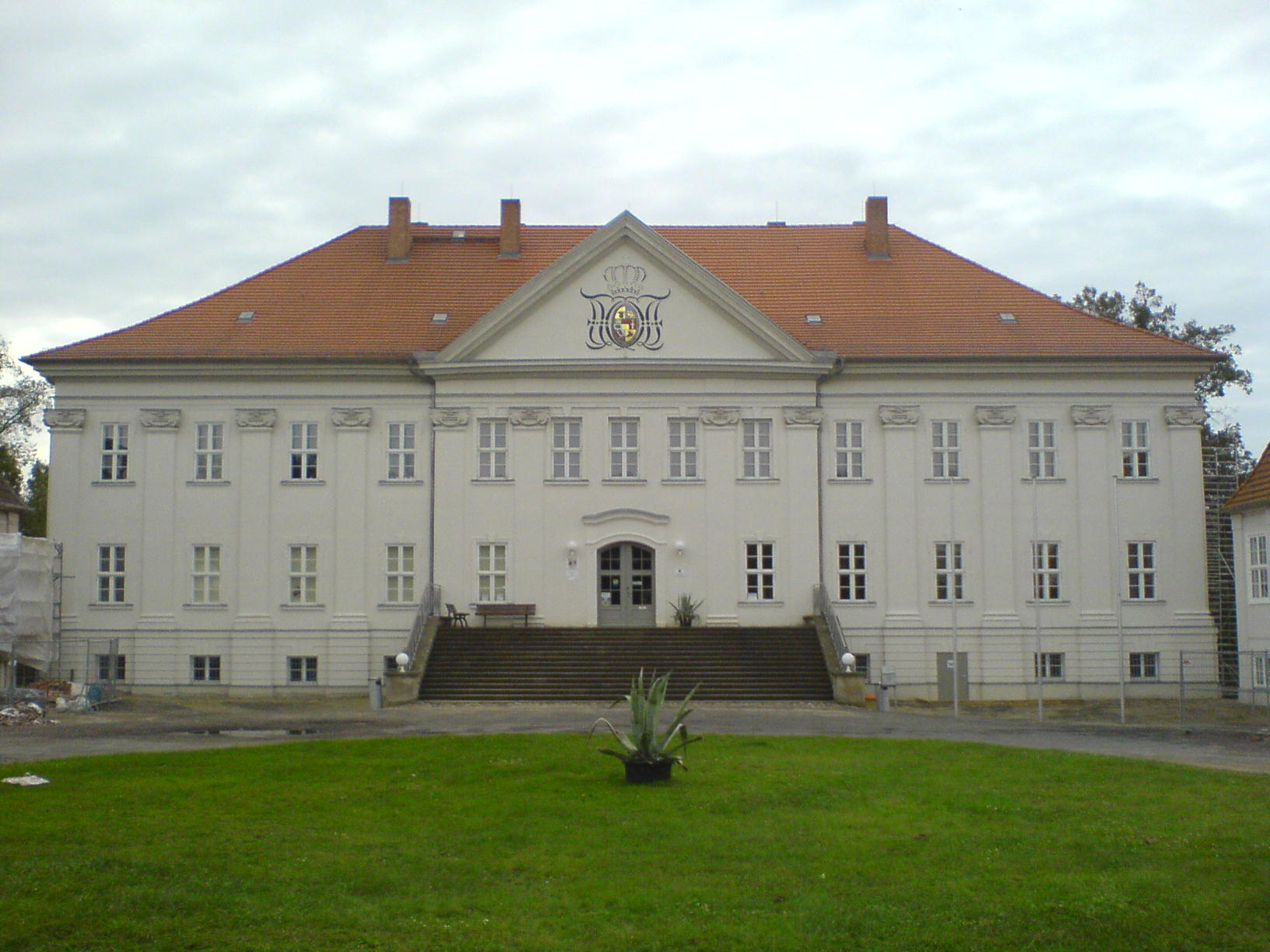
Lado do pátio

O Palácio de Hohenzieritz (em alemão: Schloss Hohenzieritz) é um palácio da Alemanha situado na aldeia de Hohenzieritz, no Estado de Mecklemburgo-Pomerânia Ocidental, a cerca de meio caminho entre Neustrelitz e Neubrandenburg.

## História da construção do palácio
O palácio foi construido, entre 1747 e 1751, para Johann Christian von Fabian, como uma casa de lavoura de piso único em enxaimel rebocado, com uma cave elevada e um alto telhado inclinado. Em 1768, depois da morte do seu filho, Adam Friedrich von Fabian, Hohenzieritz regressou, como feudo extinto, para a posse dos Duques de Strelitz, passando, em 1770, para o irmão do regente, o futuro Grão-duque Carlos II. Este expandiu o complexo para uma estrutura com três alas e aumentou a altura do palácio, entre 1790 e 1791, enquanto o engenheiro florestal e geográfico Johann Christoph Dräsecke se encarregava da execução. Nasceu, assim, a actual aparência, com o telhado inclinado, os grandes frontões triangulares nas fachadas frontal e traseira e as pilastras com capitéis jónicos decorados com madeira de carvalho. No frontão sobre a entrada principal encontra-se o brasão ducal, enquanto o frontão virado ao jardim reproduz o brasão mecklemburguês, rodeado por tubos de canhão e coroa.
A Casa dos Cavaleiros (Kavaliershäuser), que forma o pátio de honra juntamente com o palácio, foi construída em 1776 pelo médico de Neustrelitz e burgomestre Christian Wilhelm Verpoorten. Em 1802, o edifício recebeu as actuais escadas em arenito nos lados do pátio e do jardim, sendo a última uma escadaria dupla rodeada por uma armação com videiras.
A estrutura interior ainda corresponde à expansão executada por W. Ebel em 1795. Conservam-se restos da decoração original, por exemplo, na Sala Chinesa (Chinesischen Saal).

## História

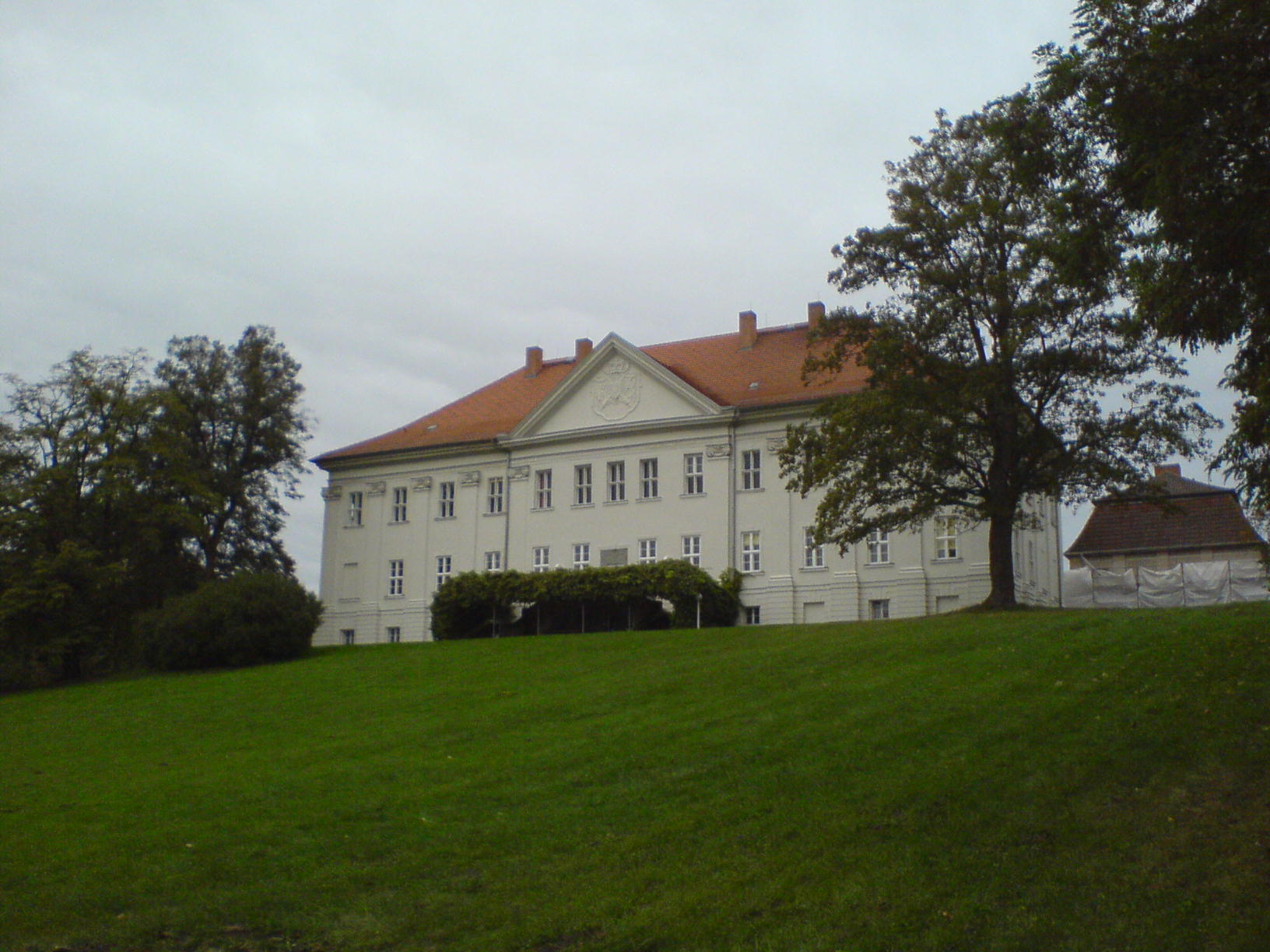
Lado do jardim

Aqui, na residência de Verão do seu pai, faleceu no dia 19 de Junho de 1810, a Rainha Luisa da Prússia, nascida Duquesa de Mecklemburgo-Strelitz.
Até à Revolução Espartaquista o palácio manteve-se na posse da família ducal, a qual manteve o controle da herdade até 1919. No final da Segunda Guerra Mundial o palácio serviu como alojamento de refugiados. Mais tarde, sob o domínio da RDA, foi usado como galinheiro, local de vendas, Conselho da comuna e centro científico para a agricultura.
Depois da Reunificação Alemã, não foi dado qualquer uso ao palácio entre 1990 e 2000, ficando este em risco de ruir. No ano 2000 começaram extensas obras de restauro e reparação. Posteriormente, o palácio passou a ser sede da administração do Parque Nacional de Müritz (Müritz-Nationalpark). Também está localizado no edifício um memorial à Rainha Luisa.
O palácio, com excepção do memorial, não pode ser visitado, enquanto o parque tem livre acesso.
No ano 2008 começaram extensas medidas de restauro no parque palaciano de Hohenzieritz. Serão recuperados os antigos limites e entradas, os caminhos e a modulação original do terreno do parque. O Estado de Mecklemburgo-Pomerânia Ocidental disponibilizou para estas medidas uma verba de 1,46 milhões de euros.

## O parque palaciano e a capela

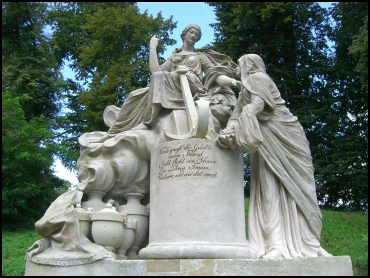
Die Hoffnung tröstet die Trauer (1798).

O actual parque palaciano, com cerca de 25 hectares, foi criado por Thompson, entre 1776 e 1790,  envolvendo os arredores num jardim paisagístico à inglesa. A composição total estende-se ao longo de Hohenzieritz, Prillwitz, Usadel e Weisdin. A fachada do palácio voltado para o jardim está localizada no topo duma colina, alcançando-se uma ampla vista a partir dali. No parque situa-se o Templo de Luisa (Luisentempel) e "A Esperança conforta o Luto" (Die Hoffnung tröstet die Trauer), um monumento erguido, em 1798, pelo Grão-duque Carlos II em memória das suas esposas e filhos falecidos. Este conjunto escultórico, executado pelo seu mestre de obras e escultor Christian Philipp Wolff, foi ricamente restaurado entre 2006 e 2007.

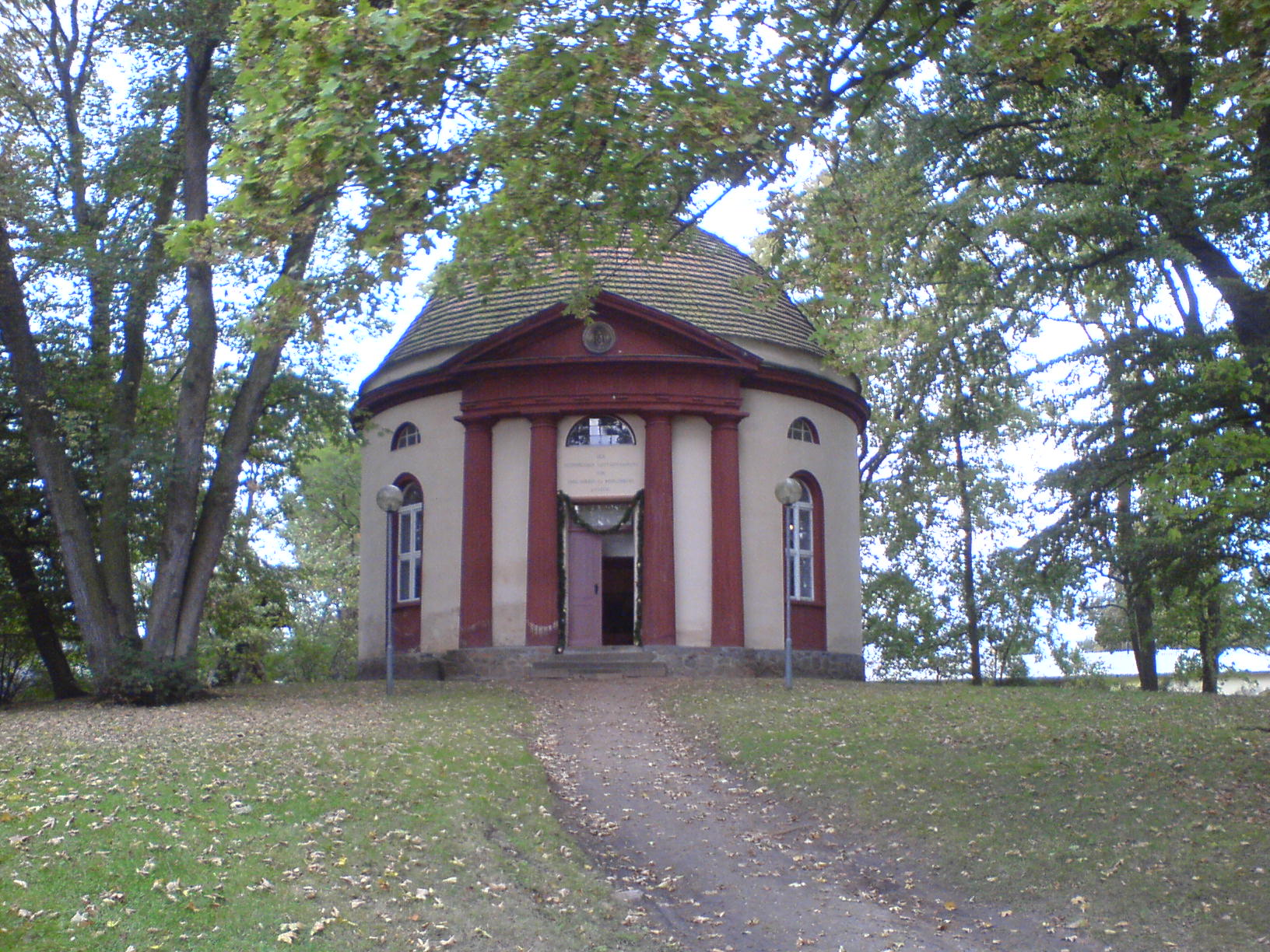
A capela do palácio

O palácio fica frente à capela palaciana, construida, em 1806 por Friedrich Wilhelm Dunckelberg. A capela consiste num simples edifício centrado classicista, com um portal dórico e uma galeria circular contínua no interior. A actual cobertura branca da cúpula possuia, originalmente, caixotões pintados.

## Literatura
- Sibylle Badstübner-Gröger: Hohenzieritz. (Schlösser und Gärten in Mecklenburg-Vorpommern). Deutsche Gesellschaft e. V., Berlin 1997.
- Marcus Köhler: Park, Hohenzieritz. In: Bund Heimat und Umwelt in Deutschland (Hrsg.): Weißbuch der historischen Gärten und Parks in den neuen Bundesländern. 2., überarbeitete Auflage. Bonn 2005, ISBN 3-925374-69-8, S. 82–84.